# مانويل دي أوليفيرا جوميز دا كوستا
مانويل دي أوليفيرا جوميز دا كوستا (بالبرتغالية: Manuel de Oliveira Gomes da Costa) (و. 1863 – 1929 م) هو سياسي من البرتغال ولد في لشبونة.